# Pallone d'oro 1977
L’edizione 1977 del Pallone d'oro, 22ª edizione del premio calcistico istituito dalla rivista francese France Football, fu vinta dal danese Allan Simonsen (Borussia Mönchengladbach).
I giurati che votarono furono 26, provenienti da Austria, Belgio, Bulgaria, Cecoslovacchia, Danimarca, Finlandia, Francia, Germania Est, Germania Ovest, Grecia, Inghilterra, Irlanda, Italia, Jugoslavia, Lussemburgo, Norvegia, Paesi Bassi, Polonia, Portogallo, Romania, Spagna, Svezia, Svizzera, Turchia, Ungheria e Unione Sovietica.

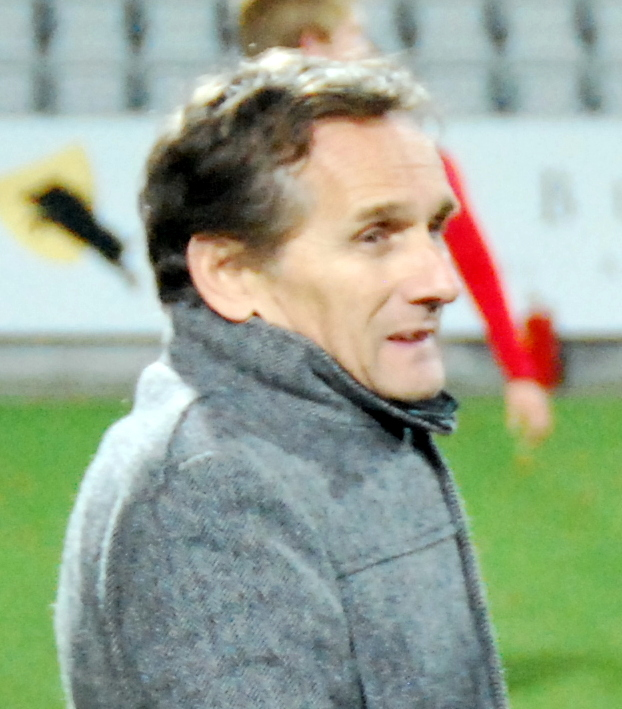
Allan Simonsen, vincitore del Pallone d'oro 1977.